# 加勒万河
加勒万河（Galwan River）是一条流经中国和印度的国际河流，是印度河流域什约克河上游的一条支流，上游源流称徒沟，发源于中国新疆维吾尔自治区和田县西南部阿克赛钦地区长平岭，干流蜿蜒向西北流约36千米后左纳东岔沟后始称“加勒万河”，继续西北流约47千米后进入印度拉达克中央直轄區，汇入什约克河。
加勒万河全长87千米，其中中国境内河长83千米，流域面积1745平方千米。加勒万河流经中印两国争议地区，流域内气候寒冷，空气稀薄，环境恶劣，除边防驻军外，无常住居民。1962年中印边境战争期间，双方曾在此发生激战，之后中国控制了加勒万河谷大部分地区，屬於阿克賽欽地區。。
|  |